# Чарас

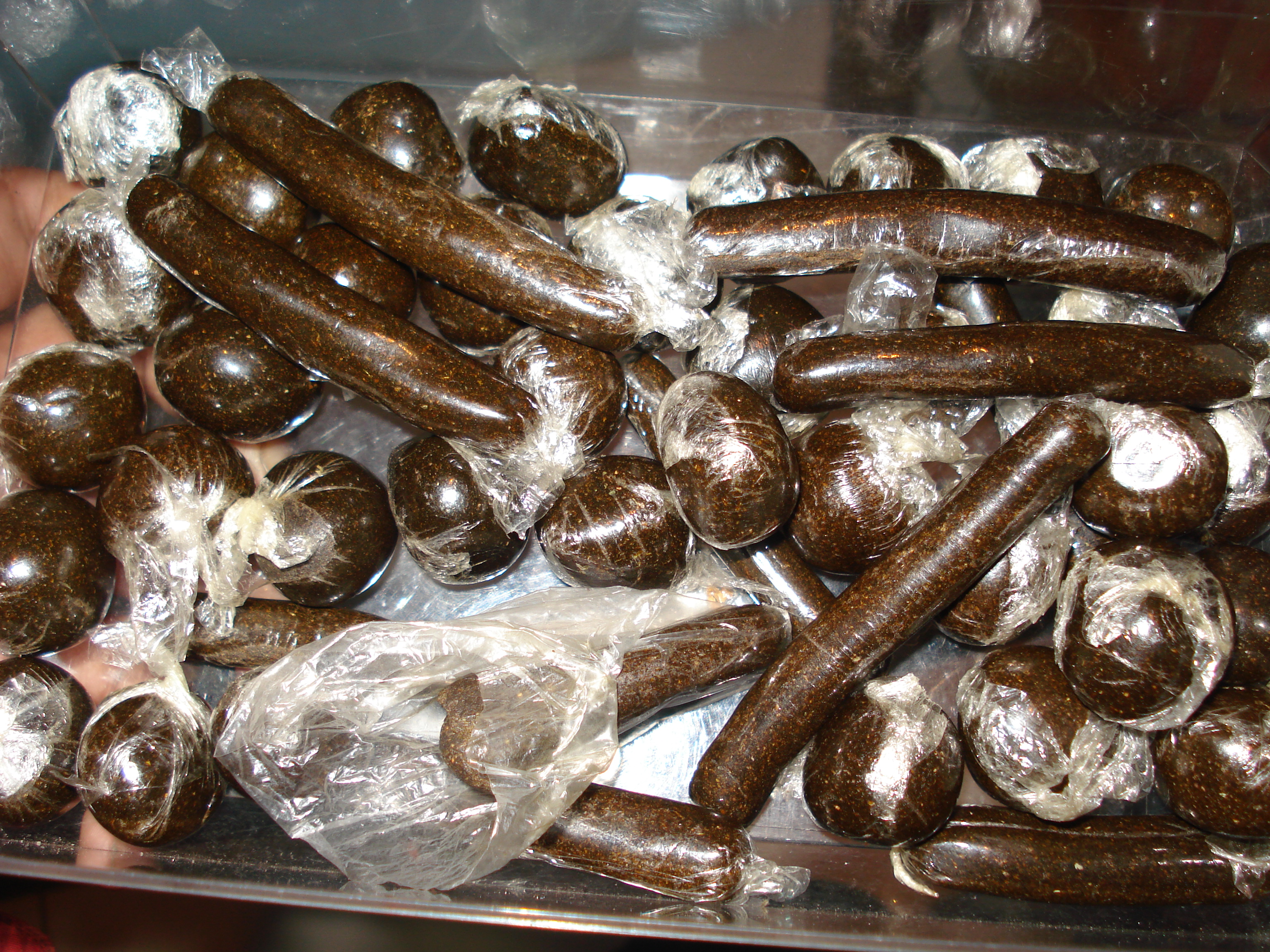
Кульки та ковбаски чараса

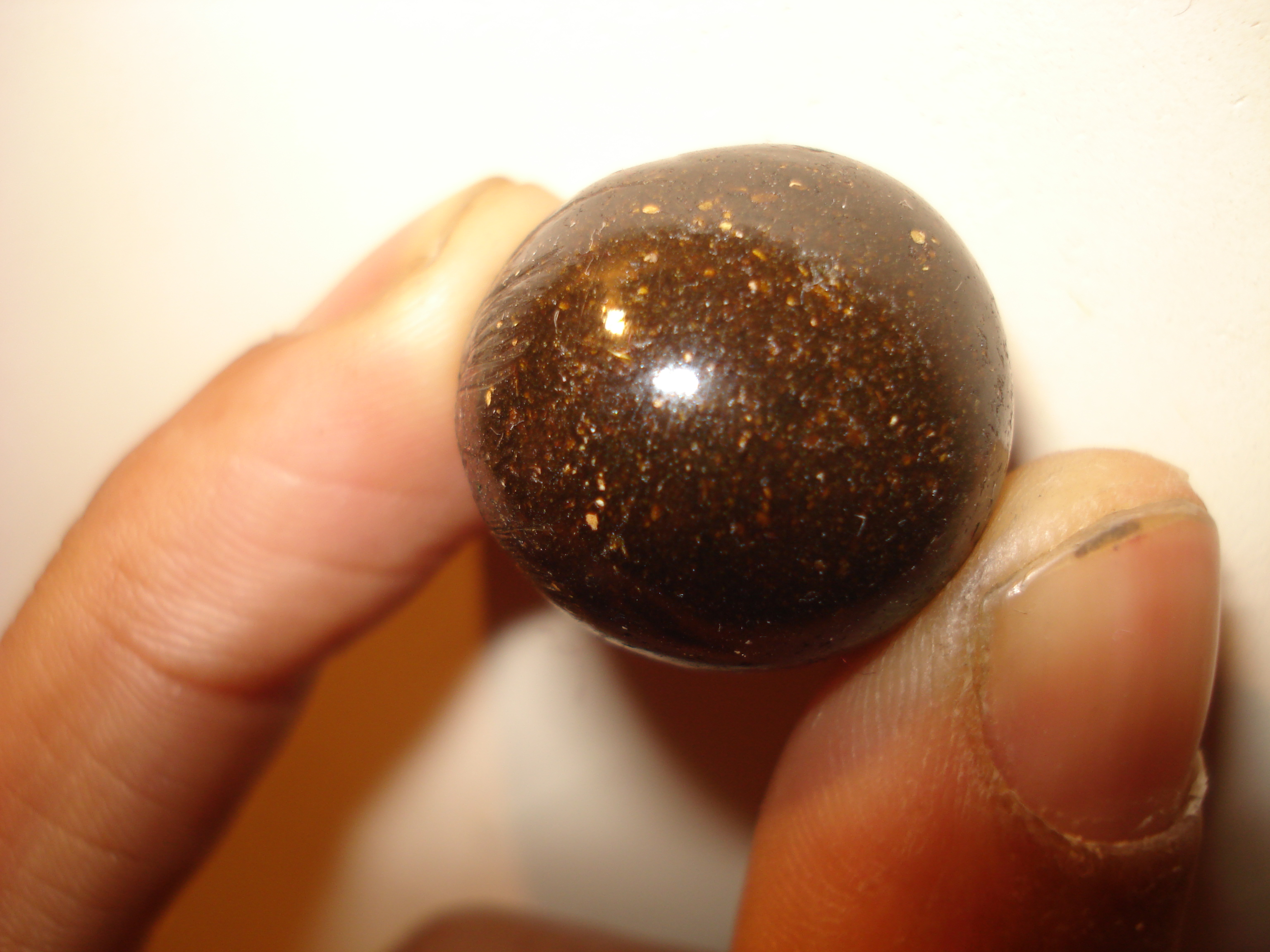
Чарас із долини Тош

Чарас, чаррас (гінді चरस гінді चरस, панджаби ਚਰਸ) — наркотична речовина, чиста необроблена смолка, зібрана з листя та суцвіть коноплі індійської. Як і гашиш, містить 60-65 % ТГК (для порівняння, у гашишній олії міститься 30-90 % ТГК, у бханзі близько 6 %гінді चरस, у стеблах конопель близько 3 %, у суцвіттях — до 15 %). Курці чарасу демонструють втрату мотивації, апатію, соціальну замкнутість, загальну слабкість, страждають частими делюзіями.

## Термінологія
Законодавство Індії і Пакистану розглядає «Чарас» як відокремлену смолу, отриману з рослини канабісу, у будь-якій формі, очищеній або неочищеній, а також гашишну олію.
Натомість термін «гашиш» може використовуватися як для позначення конкретного типу препаратів зі смоли канабісу, виробленого на Близькому Сході, так і як загальне позначення будь-яких психоактивних речовин на основі смоли канабісу. Тому в ряді джерел термін «Чарас» використовується як синонім назви «гашиш», або згадується як місцевий термін для позначення гашишу, або вказується як назва сорту гашишу.
Назва «чарас» має азійське походження, також називається «чорним золотом».

## Збір та приготування
У 1950-ті роки найбільший урожай чарасу збирався з рослин у районі Яркенда у Сіньцзян-Уйгурському автономному районі КНР на висотах від 900 до 1500 м над рівнем моря, де природні умови сприяють зростанню індійської коноплі. Натомість на плато Центральної Азії та у Непалі врожаї чарасу були низькими, а сам продукт низьким за якістю. У тропіках Індії, Африки та Малайзії, незважаючи на те, що місцева конопля багата на наркотичні речовини, кількість смолки зазвичай замала для виробництва чарасу.
Час збору смолки настає у вересні-жовтні, коли на верхівках жіночих рослин конопель з'являються великі пучки квітів. Ці квіти збирають та висушують, після чого розтирають долонями. Методи збору смолки можуть відрізнятися. При одному з традиційних способів люди, одягнені у шкіряний одяг, йдуть вранці після випадання роси через конопляне поле, обтираючи та обламуючи рослини на ходу руками. Смолка, що пристає до тіла та одягу потім використовується для виробництва чарасу і ґанджі. Замість розтирання між долонями жіночі рослини конопель можуть також топтати ступнями або обмолочувати суцвіття над тканиною, з якої потім збирають сірувато-білий пилок. Якість продукту погіршується при збільшенні частки домішок та потрапляння забруднень, наприклад, листя та дрібних гілочок.
Отримана зелена маса просівається через сита, поки не стає дрібним порошком, що за консистенцією нагадує тирсу або пісок. Залежно від щільності полотняних сит, через які просівається порошкоподібна маса, вона поділяється на сорти. Вищий сорт найбільш тонкий та насичений смолою, при стисканні такий пил склеюється у грудку; другий та третій сорт грубіші й менш клейкі. Взимку отримана речовина зберігається у сиром'ятних мішках, а навесні витримується на сонці короткий час, достатній, щоб смола розтанула. Після цього Чарас витримується ще кілька днів у мішках, спікаючись у єдину масу, яка потім ретельно розминається дерев'яними качалками, поки з нього не виділиться певна кількість олії (у Пакистані замість власної олії використовують пастоподібну масу, що готується з лляного насіння, з якою ретельно перемішують конопляний порошок). Потім з цієї маси можуть формуватися коржі або дуже тонкі пластинки, або вона так і залишається у вигляді темно-коричневих шматочків. Після цього Чарас пакується у нові мішки та вважається готовим до продажу і вживання.

## Уживання
Свіжий Чарас — зеленувата пластична маса зі специфічним запахом. У процесі зберігання вона змінює колір на буро-сірий, твердне та кришиться, втрачаючи при цьому велику частину своїх наркотичних властивостей. В ідеальних умовах Чарас зберігає найвищі психотропні характеристики в перший рік зберігання, потім поступово втрачаючи їх до кінця четвертого року, коли стає остаточно неактивним. Висока температура та вологість сприяють якнайшвидшому приходу Чарас в непридатність.
Чарас, як і ганджа, призначений насамперед для куріння. Як найбільш хімічно активний продукт з індійської коноплі, Чарас є єдиним, для якого галюциногенні ефекти проявляються регулярно. Завдяки вищій, ніж у ґанджі, концентрації наркотичних речовин, чарас перед курінням зазвичай змішується з тютюном у пропорції 1:2. Крім використання як рекреаційного наркотику, в Індії чарас також застосовували в лікувальних цілях, зокрема, для ослаблення зубного болю, або додавали в корм для биків як тонізуючу речовину. Чарас також застосовувався при спазматичному кашлі, деяких респіраторних та нервових розладах. На відміну від ґанджі і найслабшого різновиду конопляних наркотиків — бханга, — уже в колоніальній Індії вживання чарасу для рекреаційних цілей вважалося неприйнятним, і у людей, які використовували його в цих цілях, створювалася репутація відступників; це ставлення до курців чарасу зберігалося і пізніше. Після здобуття незалежності чарас був оголошений в Індії та Пакистані поза законом. 
В Індії чарас і бханг за звичаями використовуються окремими групами, зокрема садху. Для садху канабіс є «наркотиком Шиви» і його вживання регулюється правилами, які відсутні для інших людей. Садху не вважають канабіс речовиною для регулярного використання людьми, та, тим більш, жінками. Але існують «садху для туристів», що наслідують справжнім і вживають чарас. Плем'я Афрідій вирощувало індійську коноплю протягом сотень років для народних засобів та, згідно з  дослідженням 2003 року, більше 75 % їх чоловіків у віці близько 15 років захоплюються чарасом, в той же час через місцеві традиційні обмеження відсоток жінок, що його вживають — низький.

### Наслідки вживання
Куріння Чарас має ті ж негативні наслідки, що й інші види куріння канабісу, проте з урахуванням вищої концентрації психоактивних речовин, ніж у марихуани та інших сортів гашишу, вони можуть бути більш вираженими. У Марокко в середині ХХ століття значна частина (до 25 %) пацієнтів, госпіталізованих в психіатричних лікарнях, отримувала діагноз «канабісний психоз». Курці чарасу демонструють втрату мотивації, апатію, соціальну замкнутість, загальну слабкість, страждають частими делюзіями.

## Правовий статус
Чарас (смола канабісу) занесений до списку IV Єдиної конвенції ООН про наркотичні засоби 1961 року, тобто визнаний особливо небезпечним засобом, для контролю якого кожна із сторін, що підписали конвенцію, може передбачити додаткові заходи. Ця конвенція ратифікована, зокрема, і Україною. У Росії забороненим є не тільки поширення чарасу, але й інформації про цей продукт. Зокрема наявність статті про чарас у російській Вікіпедії стала причиною конфлікту між Роскомнадзором і спільнотою російської Вікіпедії.